# Cantón de Santa-Maria-Siché
El cantón de Santa-Maria-Siché era una división administrativa francesa, que estaba situada en el departamento de Córcega del Sur y la región de Córcega.

## Composición
El cantón estaba formado por diecisiete comunas:
- Albitreccia
- Azilone-Ampaza
- Campo
- Cardo-Torgia
- Cognocoli-Monticchi
- Coti-Chiavari
- Forciolo
- Frasseto
- Grosseto-Prugna
- Guargualé
- Pietrosella
- Pila-Canale
- Quasquara
- Serra-di-Ferro
- Santa-Maria-Siché
- Urbalacone
- Zigliara

## Supresión del cantón de Santa-Maria-Siché
En aplicación del Decreto nº 2014-229 de 24 de febrero de 2014, el cantón de Santa-Maria-Siché fue suprimido el 22 de marzo de 2015 y sus 17 comunas pasaron a formar parte del nuevo cantón de Taravo-Ornano.